# 川上凛子
川上 凛子（かわかみ りんこ、2009年8月19日 - ）は、日本の子役。Ima-wo所属。かつてはスマイルモンキーに所属していた。

## 略歴・人物
3歳の時にBS日テレ『それいけ!アンパンマンくらぶ』でデビュー。6歳の時にNHK連続テレビ小説『とと姉ちゃん』でヒロインの妹・小橋美子の幼少期役を演じ、その後ドラマ、CMで活躍している。2020年4月期テレビ東京ドラマ25『捨ててよ、安達さん。』で謎の少女役を助演。
趣味はフィギュアスケート、読書、図画工作、アウトドアレジャー。特技はフィギュアスケート。
2023年4月8日、スマイルモンキーの新事業部である芸能プロダクションIma-woへ転属した。

## 主な出演歴

### テレビドラマ
- 今夜は心だけ抱いて（2014年3月 - 4月、NHK BSプレミアム）真丘美羽（幼少期） 役
- タクシードライバーの推理日誌36（2014年12月13日、テレビ朝日）岡江七瀬（幼少期） 役
- 連続テレビ小説（NHK）
  - とと姉ちゃん（2016年）小橋美子（幼少期）役
- スニッファー 嗅覚捜査官 第2話（2016年10月29日、NHK）仙崎夏美 役
- 子ども安全リアル・ストーリー 第8話（2017年3月31日、NHK Eテレ）ユキ 役
- 鳴門秘帖 第3話（2018年5月4日、NHK BSプレミアム）幼い娘 役
- メゾン・ド・ポリス 第2話（2019年1月、TBS）三上葉月 役
- 騎士竜戦隊リュウソウジャー 第15話（2019年6月30日、テレビ朝日）愛花里 役
- 簡単なお仕事です。に応募してみた 第10話（2019年、日本テレビ）幻の少女 役
- もやモ屋『あの子の絵の具』 第5話（2019年、NHK Eテレ）妹尾陽菜 役[7]
- 蝶の力学 殺人分析班（2019年11月 - 12月、WOWOW）相羽町子（幼少） 役
- トリプルミッション!!!（2020年、ひかりTV）上村ひかり（幼少） 役
- 捨ててよ、安達さん。（2020年4月 - 7月、テレビ東京）謎の少女 役
- バベル九朔（2020年10月、日本テレビ）白い服の少女 役
- カラフラブル～ジェンダーレス男子に愛されています。～（2021年4月、読売テレビ）境乙姫 役
- 警視庁ゼロ係〜生活安全課なんでも相談室〜 season5 第3話（2021年5月14日、テレビ東京）川上鈴 役[8]
- 孤独のグルメ Season9 第11話（2021年9月18日、テレビ東京） - あやめ 役
- 超特急、地球を救え。（2022年9月7日 - 28日、テレビ東京）りんこ 役[9]

### その他テレビ番組
- それいけ!アンパンマンくらぶ（2013年 - 2017年、BS日テレ）レギュラー
- どれみえーる（2015年、NHK Eテレ）
- 天才てれびくんYOU 特集ドラマ「立花裕大のふしぎな旅」（2020年3月、NHK Eテレ）
- クイズ!あなたは小学5年生より賢いの?（2020年、日本テレビ）助っ人小学生

### 映画
- ビリギャル（2015年）工藤まゆみ（幼少） 役
- 羊の木（2018年）泣く女の子 役
- 私をくいとめて（2020年）姉 役
- カラオケ行こ（2024年）成田京子 役
- 僕のなかのブラウニー（2025年）[10]

### CM
- 日本マクドナルド「妖怪ウォッチカレンダー妖怪出たー！篇」（2014年）
- 花王「メリット 新生活ママ篇」（2015年）
- 東北生乳販連「おいしい毎日当たるキャンペーン」（2016年）東北もこちゃん 役
- パイロットインキ「メルちゃん」（2016年 - ）
- 北海道エア・ウォーター「エア・ウォーターでんき デビュー篇」「メリット篇」「お問い合わせ篇」（2019年 - ）
- DHC「よくばり青汁 本物を知る人篇」（2015年）
- グランディハウス「グランディハウスイメージ “未来へ”編」（2016年 - ）未来 役
- ピザハット「極うまスター4 食べたい篇」（2016年）
- 花王「ワイドハイターEXパワー 蓄積臭を分解！篇」（2016年）
- ピザハット「行きたいな篇」（2016年）
- JA中野市「きのこダンサーズ」（2016年）
- 池田泉州銀行「親元近居 篇」（2017年 - 2020年）
- ユーグレナ 緑汁抹茶仕立て「ずっと元気でいたいなら」（2017年）
- 理研ビタミン「リケンのノンオイル天才調味料 サラダも料理もコレ1本2018年夏篇」（2018年）